# Uhersko
Uhersko är en liten by nära Holice i Pardubiceregionen i Tjeckien.
Platsen omnämndes först i skrivna dokument 1307. Byn brändes ner och området förstördes efter att ungrarna erövrade området 1469. Idag finns här en kyrka från 1704.